# Cezary Banasiński
Cezary Banasiński (ur. 28 listopada 1953 w Sochaczewie) – polski prawnik i urzędnik państwowy, doktor habilitowany nauk prawnych, profesor uczelni na Uniwersytecie Warszawskim, były prezes Urzędu Ochrony Konkurencji i Konsumentów.  Specjalizuje się w prawie administracyjnym gospodarczym.

## Życiorys
Ukończył studia w zakresie zarządzania i prawa na Uniwersytecie Warszawskim. Był stypendystą na uczelniach w Austrii i Niemczech. Uzyskał stopień doktora nauk prawnych. W 2016 na podstawie dorobku naukowego i rozprawy pt. Dyskrecjonalność w prawie antymonopolowym otrzymał na Wydziale Prawa i Administracji Uniwersytetu Warszawskiego stopień doktora habilitowanego nauk prawnych w dyscyplinie prawo w specjalności prawo publiczne gospodarcze. Został docentem na tym wydziale oraz profesorem nadzwyczajnym w Wyższej Szkole Administracji Publicznej w Ostrołęce. W 2019 powołano go na stanowisko profesora uczelni na Uniwersytecie Warszawskim.
W latach 90. był doradcą rządowego pełnomocnika ds. integracji europejskiej w Urzędzie Rady Ministrów, następnie doradcą ministra ds. integracji europejskiej oraz pracownikiem Biurze Orzecznictwa w Trybunale Konstytucyjnym. Od 2000 do 2001 zajmował stanowisko podsekretarza stanu w Urzędzie Komitetu Integracji Europejskiej. We wrześniu 2001 po wygranym konkursie został prezesem Urzędu Ochrony Konkurencji i Konsumentów na pięcioletnią kadencję. Funkcję tę piastował jednak do marca 2007, kiedy to został odwołany przez premiera Jarosława Kaczyńskiego.
W 2009 został członkiem rady nadzorczej PKO Banku Polskiego z ramienia skarbu państwa i następnie jej przewodniczącym. Członek stowarzyszenia Collegium Invisibile. W 2023 powołany przez rzecznika finansowego w skład Doradczego Komitetu Naukowego.

## Wybrane publikacje
- Aktualne problemy polskiego i europejskiego prawa ochrony konkurencji, Warszawa 2006
- Costs and benefits of Poland's membership in the European Union, Warszawa 2003
- Komentarz do ustawy o gospodarowaniu nieruchomościami rolnymi Skarbu Państwa oraz o zmianie niektórych ustaw wraz z tekstami przepisów wykonawczych i wzorami umów, Warszawa 1992
- Konkurencja w gospodarce współczesnej, Warszawa 2007
- Ochrona konkurencji i konsumentów w Polsce i Unii Europejskiej (studia prawno-ekonomiczne), Warszawa 2005
- Podstawowe problemy realizacji Układu Europejskiego w świetle postanowień Rundy Urugwajskiej GATT, Warszawa 1994
- Prawo administracji gospodarczej (współautor), Warszawa 1989
- Prawo gospodarcze. Zagadnienia administracyjnoprawne, Warszawa 1996 i późn.
- Prawo radiofonii i telewizji w Polsce w świetle standardów europejskich, Warszawa 2001
- Problemy prawa polskiego i obcego w ujęciu historycznym, praktycznym i teoretycznym, Warszawa 2009
- Standardy wspólnotowe w polskim prawie ochrony konsumenta, Warszawa 2004